# Gus Fring
Gustavo "Gus" Fring es un personaje ficticio en las series de televisión dramáticas estadounidenses Breaking Bad y Better Call Saul, en AMC, interpretado por Giancarlo Esposito y concebido por el creador de las series Vince Gilligan. Es un empresario chileno-estadounidense y un importante distribuidor de narcóticos en el suroeste de los Estados Unidos que usa varios negocios legítimos, incluida una cadena de exitosos restaurantes de pollo frito llamada Los Pollos Hermanos y una instalación de lavandería industrial llamada Lavandería Brillante  como fachada para lavar dinero para una gran operación de drogas. Aunque en apariencia trabaja con el cártel mexicano para distribuir cocaína, en secreto planea vengarse de sus miembros por la muerte de su socio comercial y mejor amigo Maximino "Max" Arciniega a manos de Héctor Salamanca, el patriarca del narcotráfico respaldado por el cártel. en el suroeste. Para independizarse de la cocaína del cártel, construye un laboratorio secreto debajo de la lavandería industrial para fabricar metanfetamina.
Fring fue creado como un personaje para reemplazar al de Tuco Salamanca (Raymond Cruz) durante la segunda temporada de Breaking Bad. Gus, como un hombre de negocios estoico, fue creado para ser opuesto al caótico Tuco y actuar como contraste con Walter White.
Por su interpretación de Gus Fring, Esposito fue nominado para los Premios Primetime Emmy por Mejor Actor de Reparto en una Serie Dramática para la 64.ª edición de los galardones. La revista TV Guide colocó al personaje en el puesto n.º 3 en su lista de 2013 de los 60 mejores villanos de todos los tiempos.

## Descripción
Poco se conoce sobre el pasado de Gus. Se sabe que es oriundo de Chile y que pagó el curso de estudios de química en la Universidad de Santiago de Chile a alguien que lo consideraba como un hermano (Max), emigrando a México en 1986 durante la dictadura militar de Augusto Pinochet. Con su viejo amigo y socio, Maximino "Max" Arciniega, Gus comenzó un restaurante de comida rápida llamado Los Pollos Hermanos y en paralelo, comenzó a fabricar y distribuir droga. Max termina siendo asesinado por el Cártel de Juárez, lo que lleva a Gus a emigrar a los Estados Unidos en 1989, donde restableció Los Pollos Hermanos como una cadena de restaurantes de comida rápida. El uso de sus restaurantes es una tapadera mediante la cual Gus comenzó a distribuir drogas en el Suroeste de Estados Unidos en nombre del cártel, operación que finalmente creció hasta abarcar la distribución de metanfetamina.
Respecto a su vida personal, Fring dice tener hijos, sin embargo, nunca se han visto en pantalla y poco más acerca de su existencia familiar ha sido revelado. Se da a entender que Gus puede estar utilizando un alias, debido a que ni Hank Schrader, como agente de la DEA ni Mike Ehrmantraut, como su secuaz, pueden encontrar ningún registro de su existencia antes de su llegada a México. Don Eladio, el líder del cártel al que Gustavo pertenece, llega a mencionar que le perdona la vida a Gus solo por quien es realmente y también le advierte de que "ya no se encuentra en Chile". Por otro lado, en una escena de flashback de la cuarta temporada de la serie, Héctor Salamanca sarcásticamente se refiere a él como "Gran Generalísimo". Gilligan ha indicado que, de forma deliberada, hizo que los orígenes y el pasado de Gus fuesen tratados de forma ambigua, comparándolo con la misma concepción que utilizó Quentin Tarantino con el rol del maletín en Pulp Fiction.
Gus dirige al menos dos negocios legítimos: una cadena de exitosos restaurantes de pollo frito llamada Los Pollos Hermanos y una lavandería industrial llamada Lavandería Brillante en Albuquerque, Nuevo México. Los restaurantes de Gus están ubicados en todo el suroeste de los Estados Unidos, con su restaurante insignia en Albuquerque y la granja de pollos y el centro de distribución de la empresa en las afueras de la ciudad. La empresa es una filial de Madrigal Electromotive GmbH, una empresa multinacional con sede en Alemania que tiene participaciones en varias filiales.
Si bien su cadena de restaurantes es un negocio legítimo, sirve como fachada para que Gus distribuya cocaína para un cártel mexicano y luego desarrolle su propio negocio de producción y distribución de metanfetamina. Gus opera en asociación con dos ejecutivos de Madrigal: Peter Schuler, un alemán que se desempeña como presidente de la compañía, y Lydia Rodarte-Quayle, vicepresidenta de logística global de la compañía con sede en Houston.

## Biografía ficticia
El episodio "Hermanos" de Breaking Bad muestra que Gus y su socio comercial, Max Arciniega, iniciaron Los Pollos Hermanos como una fachada para vender metanfetamina que Max "cocinaba". Se acercaron a Don Eladio Vuente, el líder del cártel de Juárez, con una oferta para expandir su tráfico de drogas con la ayuda del cártel. Eladio se negó, ya que el cártel prefirió seguir distribuyendo cocaína. En cambio, Eladio hizo que Héctor Salamanca matara a Max por vender metanfetamina en territorio del cártel sin permiso. Eladio perdonó a Gus, pero lo obligó a cooperar con el cártel en los términos de Eladio. 
Durante los siguientes 20 años, Gus permanece aparentemente leal al cártel, pero guarda rencor contra Eladio, Juan Bolsa y, en particular, Héctor, esperando su oportunidad de venganza. Después de establecerse en Albuquerque, Gus busca en secreto poner fin a su dependencia de la cocaína del cártel produciendo y distribuyendo metanfetamina en los Estados Unidos. Debido a que el negocio de drogas de la familia Salamanca controlado por Héctor también incluye a Albuquerque, Gus se ve obligado a tratar con él pero busca socavar a los Salamanca.

### Better Call Saul

#### Temporada 3
Nacho Varga le paga a Mike Ehrmantraut para que ayude a sacar a Tuco Salamanca, el sobrino de Héctor, de las actividades del día a día del negocio de la droga de la familia Salamanca. En lugar de matar a Tuco, Mike hace arreglos para que Tuco lo asalte a la vista de la policía, lo que lleva su arresto. Mike teme que Héctor se entere de que el arregló el encarcelamiento de Tuco y le preocupa que Héctor tome represalias contra Stacey y Kaylee. Mike actúa de forma preventiva preparándose para asesinar a Héctor, pero es interrumpido en el último momento. Mike rastrea esta interrupción hasta Gus, quien explica que quiere ser él quien determine cuándo morirá Héctor. Sin embargo, Gus alienta a Mike a continuar interrumpiendo los camiones que Héctor usa para traer suministros de heladería y drogas desde México y enviar dinero en efectivo al cártel. Después de que Mike interrumpe dos envíos sin revelar su identidad, Héctor exige que Gus use temporalmente sus camiones de Los Pollos Hermanos para enviar las drogas de Héctor y Gus. Gus, que había querido este resultado desde el principio, parece estar de acuerdo de mala gana. Más tarde intenta pagarle a Mike, pero Mike rechaza el dinero. En cambio, pide ayuda para lavar los $ 250,000 que robó de uno de los camiones de Héctor, que Gus proporciona al hacer arreglos para que Madrigal Electromotive contrate a Mike como experto en seguridad contratado y le pague tarifas mensuales de consultoría.
Con el nuevo acuerdo de transporte en vigor, Nacho y Arturo Colón llegan al almacén y finca Los Pollos Hermanos para recoger un cargamento de drogas, y Nacho intenta forzar su camino para llevarse seis kilos en lugar de los cinco acordados. Cuando el subordinado de Gus, Tyrus Kitt, llama a Gus para que lo guíe, Gus reconoce una oportunidad para infiltrarse en la organización de Salamanca y le dice a Tyrus que le dé a Nacho el kilo extra. Nacho teme que Héctor se entere de su papel en el encarcelamiento de Tuco y está preocupado por la intención de Héctor de apoderarse de la tienda de tapicería del padre de Nacho para usarla como negocio de fachada. Cambia en secreto el medicamento para la angina de Héctor por un placebo con la esperanza de inducir un infarto fatal. En una reunión entre Juan Bolsa, Gus, Héctor y Nacho, Bolsa les informa que el uso de los camiones de Gus para mover la droga y el dinero en efectivo para ambas organizaciones será un arreglo permanente. El arrebato de ira de Héctor provoca un derrame cerebral, y Gus llama a una ambulancia mientras administra los primeros auxilios que salvan la vida de Héctor, aunque está en coma. Nacho sigue el consejo anterior de Mike de cambiar los placebos por la medicación real de Héctor para que no se sospeche de un crimen. Gus parece notar las acciones de Nacho, pero no dice nada.

#### Temporada 4
Héctor es trasladado de urgencia al hospital, mientras que Gus, Nacho y Arturo son convocados a una reunión con Bolsa en la planta de distribución de Los Pollos, donde Bolsa declara que hasta nuevo aviso, la operación de Salamanca continuará con Nacho y Arturo a cargo.
Leonel y Marco Salamanca (los Primos) llegan para velar por Héctor. Gus contrata a un médico para que supervise la recuperación de Héctor. Mientras revisa los registros médicos de Héctor, Gus se da cuenta de que no hay nitroglicerina en el sistema de Héctor, lo que significa que Nacho intentó matarlo. Cuando Nacho y Arturo llegan a la granja de pollos para recoger su próximo envío, Gus asfixia y mata a Arturo, le dice a Nacho que sabe lo que hizo y que, a menos que siga sus órdenes, informará a los Salamanca. Tyrus y Victor hacen que la muerte de Arturo y el ataque violento a Nacho parezcan obra de los Espinosa, mientras Víctor les vende la droga del auto de Nacho. Nacho identifica falsamente a los Espinosa ante los Primos, quienes masacran a los Espinosa para recuperar las drogas "robadas" antes de regresar a México para evitar a las autoridades. Gus ordena que se detenga el tratamiento de Héctor después de que recuperó el movimiento en su dedo índice derecho, dejando su mente recuperada atrapada en su cuerpo sin curar.
Gus trabaja con Mike para planificar la construcción de un "superlaboratorio" subterráneo de metanfetamina en Lavandería Brillante, una lavandería industrial de su propiedad, utilizando un diseño proporcionado por el químico Gale Boetticher. Mike acompaña a los ingenieros a través de la lavandería y les pregunta sobre su capacidad para construir el laboratorio mientras Gus escucha en secreto. Gus le ofrece el trabajo a Werner Ziegler después de quedar impresionado por la descripción directa de Werner de la dificultad y el riesgo. Gus proporciona alojamiento a largo plazo y servicios para la tripulación de Werner, mientras que Mike proporciona seguridad y transporte diseñados para mantener su presencia en secreto. Werner, sin darse cuenta, proporciona detalles de la construcción subterránea de hormigón a los clientes durante una salida a un bar y Mike termina la conversación. Al día siguiente, Mike le hace una advertencia velada a Werner de que Gus lo matará si vuelve a cometer el mismo error, y Werner reconoce que lo entiende.
Lalo Salamanca llega para supervisar el negocio de la droga en la familia Salamanca. Inmediatamente sospecha de Gus y vigila su restaurante y granja de pollos. Con la construcción atrasada, Werner extraña a su esposa y se escapa para encontrarse con ella. Mike convence a Gus para que deje que Mike encuentre a Werner y lo traiga de vuelta en lugar de matarlo. Mike rastrea a Werner hasta una tienda de transferencias bancarias y luego hasta un centro turístico cercano. Lalo sigue a Mike, mata a Fred, el empleado de la transferencia de dinero para obtener la información que Mike descubrió, luego llama a los centros turísticos hasta que encuentra a Werner. Al fingir que trabaja para Gus, Lalo descubre a través de Werner algunos de los detalles de la construcción del laboratorio antes de que llegue Mike y termine la llamada. Sabiendo que Lalo puede rastrear las acciones de Werner hasta Gus, Gus dice que Werner debe ser asesinado. Gus se ofrece a enviar hombres para hacerlo.

#### Temporada 5
Gus hace arreglos para que Nacho tome cocaína de calidad inferior al recoger las drogas de Salamanca en Los Pollos Hermanos. Los rumores del producto "pisado" llegan a Nacho y Domingo, quienes se los denuncian a Lalo. Lalo constata la impureza de la cocaína en una visita a los traficantes de la calle Salamanca. En una reunión con Lalo y Juan Bolsa, Gus afirma falsamente que Werner Ziegler estaba trabajando bajo la supervisión de Mike para construir un sistema de enfriamiento para la granja de pollos de Gus y que Werner huyó después de robar cocaína. Gus continúa afirmando que, en un esfuerzo por ocultar la pérdida, reemplazó la cocaína robada con metanfetamina de producción local. La historia explica eventos de los que Lalo está al tanto, incluida la partida de Werner de Albuquerque, la persecución de Mike y la muerte posterior. Lalo acepta la historia de portada y la disculpa de Gus, pero sigue siendo sospechoso. Juan le recuerda a Lalo que Gus goza de la confianza de Don Eladio y le indica que Lalo debe dejar el asunto. Debido a que Lalo sigue sospechando, Gus cierra la construcción del laboratorio subterráneo de metanfetamina y pide a Mike que envíe a los trabajadores de Werner a casa. Gus se ofrece a continuar pagando a Mike durante el retraso, pero Mike se niega debido a la frustración por la aparente falta de compasión de Gus por Werner.
Gus obliga a Nacho a proporcionar información privilegiada sobre los Salamanca. Nacho se gana la confianza de Lalo, y después de que arrestan a Domingo, Nacho y Lalo usan a Jimmy/Saul para asegurar la liberación de Domingo de la cárcel a cambio de la ubicación de varios de los puntos muertos de Gus. Nacho le informa del plan a Gus, quien planea cancelar las bajas, pero Nacho advierte que esto revelará un topo dentro de la organización de Salamanca. Gus está de acuerdo y en la noche de la transferencia espera tensamente mientras Víctor y Diego se aseguran de que la DEA y la policía local confisquen casi un millón de dólares pero no encuentren pistas sobre Gus. 
Mike pasa varias semanas sintiéndose deprimido por la muerte de Werner y bebe en exceso. Después de que una pandilla local lo hiere, Gus lo lleva a un pueblo que Gus posee justo dentro de la frontera con México, que incluye una fuente dedicada a Max. El Dr. Barry Goodman atiende las heridas de Mike y Mike se queda para curarse. Gus visita y le pide a Mike que se una a su organización, diciendo que quiere a Mike con él porque entiende su necesidad de venganza. 
Gus hace arreglos para que Nacho informe a Mike sobre sus actividades para socavar la organización de los Salamanca. Mike trabaja bajo un nombre falso para señalar en secreto a la policía hacia Lalo por el asesinato de Fred, el empleado de la tienda de transferencia de dinero. Lalo es rodeado por la policía y arrestado. En la cárcel con un nombre falso, Lalo contacta a Nacho y le dice que quiere que incendie el restaurante insignia de Gus, Los Pollos Hermanos. Gus y otros propietarios de subsidiarias brindan informes de estado a Peter Schuler, director ejecutivo de Madrigal. Luego, Gus informa a Peter y Lydia sobre el estado del laboratorio de metanfetamina y Gus le asegura a Peter que volverá a encarrilar el plan. Cuando Gus regresa a casa, él y Nacho preservan su papel como topo en la organización de los Salamanca al destruir el restaurante de Gus. Gus quiere que liberen a Lalo, por lo que Mike le proporciona a Jimmy los detalles de su investigación sobre Lalo. Jimmy usa la información para acusar a la policía de manipulación de testigos, lo que le permite ganar una moción para liberar a Lalo bajo fianza. 
Jimmy conduce a un lugar remoto del desierto para recoger el dinero de la fianza de Los Primos. Cuando comienza su viaje de regreso, varios hombres armados lo interceptan y toman el dinero y se preparan para matarlo. Los pistoleros son atacados repentinamente por un tirador desconocido. Todos menos uno mueren, y el sobreviviente escapa en el único vehículo del atacante que aún se puede conducir. El tirador invisible fue Mike, que estaba rastreando a Jimmy por Gus. La camioneta de Mike también resultó dañada, por lo que Jimmy y él recuperan el dinero y comienzan el viaje de regreso a Albuquerque en el auto de Jimmy. Cuando el auto se descompone, Jimmy y Mike toman el dinero y caminan campo a través para evitar al pistolero sobreviviente. Después de una noche en el desierto, Mike mata al pistolero sobreviviente y continúan caminando. 
Jimmy y Mike finalmente se dirigen a una parada de camiones, donde Tyrus y Victor los recogen. Mike y Jimmy acuerdan una tapadera para que Jimmy le cuente a Lalo después de que Jimmy pague su fianza. Jimmy le dice a Lalo que estaba solo y caminó después de que su auto se averió para que no pusiera en riesgo el dinero. Lalo dice que tiene la intención de regresar a México para evitar el escrutinio de la policía y los fiscales. Mike le informa a Gus sobre los eventos en el desierto, y Gus se da cuenta de que Juan Bolsa ordenó el ataque para proteger el negocio de Gus. Mike le dice a Gus que Nacho quiere terminar su trabajo como informante de los Salamanca, pero Gus se niega a desprenderse de un activo valioso. 
Mientras Gus supervisa la limpieza y reconstrucción del restaurante Los Pollos Hermanos que fue incendiado, Mike le informa que Lalo ha regresado a su casa en Chihuahua y que Nacho está con él. Gus dice que ha enviado hombres armados para matar a Lalo y que Nacho podría ayudar. Nacho recibe una llamada indicándole que deje abierta la puerta trasera de Lalo a las 3 am; Nacho pide que se salve a la familia de Lalo. Lalo se despierta a las 3 a. m., por lo que Nacho prende fuego a la cocina como distracción. Cuando Lalo va a investigar, Nacho abre la puerta y huye. Los pistoleros entran, matan a la familia de Lalo y lo hieren. Lalo escapa de la casa a través de un túnel oculto, luego vuelve a entrar y mata a todos menos a un pistolero. Luego obliga al sobreviviente a llamar al intermediario que organizó el asesinato e informar que Lalo está muerto.

#### Temporada 6
A raíz del tiroteo en su casa, Lalo mata a un granjero local para usarlo como doble y los primos informan que Lalo está muerto. Gus es escéptico y se pregunta cómo murieron todos los sicarios, pero lograron matar a Lalo. Gus hace arreglos para que Nacho se esconda en un motel mientras espera el transporte a los EE. UU. Gus y Juan Bolsa se reúnen con Héctor Salamanca para ofrecer condolencias y prometer venganza, pero el comportamiento de Héctor convence a Gus de que Lalo todavía está vivo. Los hombres de Mike y Gus irrumpen en la caja fuerte de Nacho y extraen su dinero en efectivo y las identificaciones canadienses falsas que había hecho para él y su padre. Víctor entrega un duplicado de la caja fuerte, en el que Mike coloca el dinero en efectivo, la identificación falsa de Nacho y un sobre. Juan Bolsa y sus hombres irrumpen en el duplicado de la caja fuerte y encuentran que el sobre contiene el número de teléfono del motel y los detalles de una cuenta bancaria en el extranjero. Nacho cree que está siendo observado, confronta al observador y confirma que está trabajando para Gus. Nacho se da cuenta de que Gus lo ha traicionado al cártel y se prepara para huir, pero los primos llegan para buscarlo. 
Nacho escapa de la emboscada y se esconde de los Primos. Después de hacer una llamada de despedida a su padre, llama a Mike y pide hablar con Gus.Nacho se ofrece a entregarse siempre y cuando su padre esté protegido. Gus se las arregla para pasar de contrabando a Nacho a los EE. UU., y Mike y Nacho revisan el plan de Gus para que Nacho absuelva a Gus de la culpa por la muerte de Lalo. Nacho dirá que estaba trabajando para una familia rival de narcotraficantes y luego intentará huir. Víctor entonces lo matará, asegurándose de que no sea torturado por los Salamanca. Mientras Mike toma una posición de tiro con su rifle, Gus, Victor y Tyrus entregan a Nacho a Juan Bolsa, Héctor Salamanca y los primos. Nacho afirma que estaba trabajando para la familia rival Álvarez cuando mató a Lalo, y respalda su historia al revelar que intentó matar a Héctor, pero que Gus lo salvó. En lugar de intentar huir para que Víctor pueda matarlo, Nacho usa un trozo de vidrio roto para liberarse de sus ataduras, toma el arma de Juan y se suicida. 
Convencido de que Lalo está vivo, Gus toma precauciones, como usar un chaleco antibalas debajo de la ropa y portar un arma. Mientras un doble corporal toma su lugar en su casa, Gus usa un sistema de túneles para ingresar a una casa cercana, que se revela como un centro de operaciones desde el cual supervisa vastas actividades de vigilancia que recorren Albuquerque en busca de señales de Lalo. Su creencia de que Lalo está vivo le provocan insomnio y distracciones mientras trabaja en su restaurante. Gus visita el sitio de construcción de su laboratorio de metanfetamina planificado y lo inspecciona cuidadosamente antes de esconder una pistola en el camino de una excavadora. 
Lalo mata a Howard Hamlin en el apartamento de Jimmy McGill y Kim Wexler, luego le proporciona a Jimmy la dirección y la descripción del hombre al que quiere que le dispare. Jimmy convence a Lalo para que envíe a Kim Wexler en su lugar. Mike la detiene en la puerta principal de la casa de Gus, y ella señala al doble del cuerpo de Gus como el hombre que Lalo quería matar. Mike y sus hombres se van al apartamento de Jimmy y Kim, pero cuando Kim le dice a Gus que Lalo accedió a enviarla a ella en lugar de a Jimmy, Gus reconoce que el tiroteo es una distracción. Conduce hasta Lavandería Brillante, donde Lalo le tiende una emboscada y mata a sus guardaespaldas. Lalo está usando una cámara de video para obtener evidencia del laboratorio de metanfetamina planeado por Gus para Don Eladio, lo que demostrará la deslealtad de Gus al cártel. Lalo obliga a Gus a punta de pistola a llevarlo al sitio, Gus luego insulta a Eladio y los Salamanca mientras Lalo lo graba en video, pero el discurso de Gus es una distracción que le permite provocar un corte de energía que apaga las luces. En la oscuridad, alcanza la pistola que escondió anteriormente y dispara a Lalo. Después de volver a encender las luces, descubre que está herido, pero ha dado muerte a Lalo. Mientras Gus es tratado en casa por su herida, Mike supervisa el entierro de Lalo y Howard debajo del laboratorio de metanfetamina. 
Héctor contacta a Don Eladio con información sobre la supervivencia inicial de Lalo y su reciente desaparición, alegando que Gus mató a su sobrino. En respuesta, Don Eladio llama a Gus a su mansión en México para una reunión entre ellos, Héctor, Marco y Leonel, y Juan Bolsa. Gus se niega a dignificar las acusaciones de Héctor con una respuesta y se le permite irse, aunque con su parte de su territorio entregada a la familia Salamanca y un severo recordatorio sobre quién está a cargo. Después de regresar a los EE. UU., habla con Mike y le ordena que busque otro ingeniero para completar el laboratorio de metanfetamina. Más tarde, Gus patrocina un restaurante donde comienza a conversar con un sommelier llamado David. Cuando David va a la trastienda para recuperar una botella muy rara de observar, Gus sale del restaurante aparentemente temeroso de acercarse a alguien.

### Breaking Bad

#### Temporada 2
En 2008 cuando Walter White, un profesor de química con cáncer convertido en narcotraficante, busca un comprador para su metanfetamina químicamente pura, su abogado, Saul Goodman lo pone en contacto con Gus. Walter y su socio, Jesse Pinkman, organizan una reunión con el tal Gus en un restaurante de Los Pollos Hermanos, pero Gus aparentemente nunca aparece. Walt no tarda en darse cuenta de que Gus es el propietario del restaurante, y que se había programado a propósito la reunión en su propio local con el fin de observarlos sin ser detectado. Al ser confrontado por Walter, Gus le dice que él no está interesado en hacer negocios, argumentando que Pinkman es potencialmente poco fiable. Walter convence a Gus para que reconsidere su decisión, con la promesa de que nunca tendrá que hacer frente a Jesse, y que su producto le hará ganar enormes beneficios en el mercado.
Gus finalmente adquiere treinta y ocho libras de meta de Walter por 1,2 millones de dólares, pero para cumplir con la entrega Walter se termina perdiendo el nacimiento de su hija Holly. Poco después, Gus, en su papel de persona respetable en la comunidad, durante una visita a la oficina de la DEA en Albuquerque, descubre que Walter se está muriendo por padecer cáncer de pulmón y que su cuñado, Hank Schrader, es un agente de la organización anti-criminal.

#### Temporada 3
Satisfecho con lo bien que el producto de Walter se ha vendido, Gus le ofrece 3 millones de dólares para los tres meses de su tiempo como "cocinero" del producto bajo sus órdenes. Walter, cuya vida familiar ya es un caos y que además no tiene ganas de continuar la cocción, declina respetuosamente la oferta. Más tarde, Gus interviene en un complot del Cártel de Juárez para matar a Walter, salvando por poco su vida. Gus finalmente lo convence de aceptar su oferta después que le muestra un "superlaboratorio" a gran escala alojado en el subsuelo de un centro de lavado industrial de su propiedad, dotado de equipos de última generación a nivel productivo con capacidad de producir una gran cantidad de su producto a la semana. Walter termina asociándose y cuenta con la ayuda de Gale Boetticher, un químico con talento que ideó el laboratorio en cuestión, tras el rechazo de Jesse de formar parte del mismo.
El hecho de que Gus proteja a Walt lo enfrenta con el Cártel, que sostiene que Walt fue responsable de la muerte de Tuco Salamanca, sobrino de Héctor. Gus le promete a uno de sus superiores, Juan Bolsa, que el cártel tendrá la libertad para matar a Walter siempre y cuando se haya completado su relación laboral con él. Cuando Leonel y Marco Salamanca, sobrinos gemelos de Héctor, se entrometen en este acuerdo, Gus ofrece su permiso para matar a Hank. Sin embargo, Hank logra sobrevivir al ataque de los gemelos después de ser puesto en aviso por un desconocido. Gus después envía a su guardaespaldas y hombre de confianza, Mike Ehrmantraut, para envenenar al gemelo que ha sobrevivido, en su cama de hospital.
El intento de asesinato de Hank hace que los gobiernos de Estados Unidos y de México lancen una ofensiva conjunta contra el cártel. Juan Bolsa se da cuenta demasiado tarde de que Gus ha diseñado todo el fiasco con el fin de hacerse con el control del mercado de la metanfetamina y termina siendo asesinado por los agentes federales mexicanos. Después de saber que Hank fue contactado momentos antes del impacto, Walt hace la misma conclusión y solicita una reunión con Gus para discutir el futuro de su organización. Gus ofrece extender su acuerdo sin plazo, por la suma de 15 millones de dólares al año, y Walt acepta. Gus le permite mantener a Jesse como su socio, pero deja claro que solo lo tolera porque respeta las habilidades de Walt.
Gus, junto a Mike y Víctor, su asistente personal, se reúne con Walt en el desierto y le exige que se explique lo ocurrido con el asesinato por parte de Walt de dos de sus traficantes. Walt explica que Gus les ordenó matar a un niño de solo once años de edad llamado Tomás, que resulta ser el hermano de la novia de Jesse, algo que Fring niega. Gus aparentemente acepta la petición de Walt a considerar el episodio de los distribuidores como un algo aislado y le deja que continúe cocinando metanfetamina, pero renombra a Gale como ayudante de Walter. Gus visita a Gale en su apartamento y subrepticiamente le dice que tiene que aprender la fórmula de Walter con el fin de ser capaz de cocinar por sí mismo una vez que Walt fallezca por su enfermedad.
Walter deduce las verdaderas intenciones de Gus e incita a Jesse a matar a Gale. Walt conjetura que cualquier retraso en la producción debilitaría la posición de Gus, y que sin Gale, Gus se vería obligado a retener a Walt con vida, como el único cocinero capaz de producir la metanfetamina de alta calidad que se necesita para sostener la operación. Walt se dispone a matar a Gale, pero es interceptado por Víctor y llevado al laboratorio donde Mike le está esperando. Bajo el pretexto de atraer a Jesse al laboratorio, Walt convence a Mike de llamar a Jesse. En cambio, Walter le dice a Jesse que debe asesinar a Gale urgentemente. Víctor se apresura para llegar a la casa de Gale, pero es demasiado tarde puesto que Jesse acababa de matarlo.

#### Temporada 4
A raíz del asesinato de Gale, Walt y Jesse son retenidos por Gus en el superlaboratorio, mientras que Víctor intenta limpiar la escena del crimen, pero se ve obligado a huir después de ser visto por los vecinos de Gale. La aparente calma de Gus se transforma inmediatamente en ira cuando corta el cuello de Víctor con un cúter ante los ojos atónitos de Walt y Jesse, presentes en la escena, amenazándolos así para que continúen su trabajo. Walter y Jesse se salvan de un castigo similar, aunque Walter sabe que ha caído en desgracia con Gus y teme que con el tiempo intente matarlo.
En respuesta a las preocupaciones de Mike debido a que la imprudencia y el sentimiento de culpa de Jesse podría atraer atención no deseada, Gus instruye a Mike para que se lleve a Jesse con él y tenga así un ayudante en las recolectas de dinero por todo Nuevo México. Consciente de que Jesse no puede tener ya más miedo a comportarse, Gus organiza un robo falso para que Jesse lo frustre, impulsando así su lealtad y amor propio. Más tarde, Jesse ayuda a Mike a recuperar la metanfetamina robada por un par de adictos. Impresionado con el temple de Jesse cuando este está alejado de la influencia de Walt, Gus cambia de parecer con respecto a Jesse y le considera listo para asumir un papel más importante en la operación.
Mientras tanto, el conflicto de Gus con el Cártel se intensifica. El Cártel envía a varios hombres para secuestrar al proveedor de productos químicos de Gus, pero la operación se frustra gracias a Mike. También atacan a los camiones de reparto de Gus y distribuyen su metanfetamina a los adictos locales. Gus organiza una reunión con el Cártel donde ofrece un pago único de 50 millones de dólares a cambio de una solución por las reclamaciones y una separación completa de su asociación. El Cártel se niega, reiterando su exigencia de que Gus deje de proteger a Walt. Allí, mediante un flashback, los problemas de Gus con el Cártel terminan siendo revelados: veinte años antes el socio de Gus, Max, fue ejecutado por Héctor Salamanca durante una reunión con el jefe del Cártel, don Eladio.
En paralelo, Hank comienza a sospechar que Gus está involucrado en la producción de la metanfetamina que está dominando el mercado en gran parte de Nuevo México, cuando encuentra una servilleta de Los Pollos Hermanos entre las pruebas recogidas del apartamento de Gale, a sabiendas de que Gale era vegano. Hank logra hacerse de las huellas de Gus, durante una visita a Los Pollos Hermanos y las compara con las huellas encontradas en el apartamento de Gale. Gus es llamado a testificar y satisface con su explicación a todos menos a Hank, que sigue creyendo que es sospechoso, por lo que decide investigar a Gus por su cuenta. Aún de baja por las lesiones infligidas por los gemelos Salamanca, Hank pide la ayuda de Walter para que este coloque un dispositivo de seguimiento en el coche de Gus. Pero Gus es advertido por Walt y elimina el dispositivo antes de conducir a cualquier lugar, a excepción de su casa y el restaurante, para no levantar sospechas.
En un intento de calmar las tensiones con el Cártel, Gus se compromete a compartir la fórmula de Walt. Debido a que no confía en Walt, Gus y Mike llevan Jesse a México, donde Jesse prepara un lote de "cielo azul" en el propio superlaboratorio del Cártel. Para alarma de Jesse, Gus aparentemente acepta que este trabaje para el Cártel de forma permanente. Sin embargo, durante una fiesta para celebrar el acuerdo, Gus mata a Don Eladio y al resto de líderes del Cártel con una botella envenenada de tequila. Para convencer a Don Eladio y su tripulación de que el tequila es seguro, Gus bebe el primer trago, después de haber tomado unas cápsulas con el antídoto que retrasaron el veneno y que posteriormente le permitieron sobrevivir al envenenamiento. Gus, Jesse y Mike huyen de la mansión de don Eladio a un hospital de campaña que Gus dispuso de antemano, al preparar los asesinatos de los hombres del Cártel. Allí, Gus es tratado por los médicos privados y se recupera rápidamente.
Gus cree que Jesse está preparado para cocinar la fórmula de Walt y dirigir el superlaboratorio por su cuenta. Sin embargo, Jesse insiste en que no va a cocinar para Gus si Walt es asesinado. Los secuaces de Gus secuestran a Walt y lo llevan al desierto, donde Gus lo despide, y le dice que él tiene la intención de neutralizar a Hank, y amenaza con matar a toda su familia si Walt intenta interferir. Creyendo que Gus hará efectiva su amenaza, Walt coloca una bomba en el vehículo de Gus, pero este logra evadir la trampa. Mientras tanto, Gus visita a Héctor en su hogar de ancianos e irónicamente le informa de la muerte de todo el resto de los miembros de la familia de Salamanca, provocando el fin del Cártel.
Walter se entera por medio de Jesse acerca de las visitas de Gus a la residencia de ancianos donde se encuentra Héctor. Al darse cuenta de que Gus y Héctor son enemigos, Walter visita a Héctor y le ofrece la oportunidad de vengarse de Gus. Los dos traman un complot para atraer a Gus de nuevo, a partir de una falsa visita de Héctor a la DEA. Gus se entera de la visita gracias a su secuaz Tyrus y, suponiendo que Héctor se ha convertido en un informante decide que debe ser eliminado. Denegando el consejo de Tyrus, Gus visita a Héctor y se prepara para inyectarle un veneno letal. Sin embargo, Héctor comienza a hacer sonar su timbre frenéticamente, provocando la activación de una bomba de fabricación casera que Walter había atado a su silla de ruedas horas antes. Gus se da cuenta de que es demasiado tarde y la explosión mata inmediatamente a Héctor y Tyrus. Ileso, Gus sale de la habitación de Héctor y se ajusta la corbata. Pero luego, la cámara lo sigue lentamente para revelar que la explosión le desfiguró por completo el lado derecho de su rostro. Después de ajustarse la corbata, mira quieto la cámara, y luego se desploma muerto fuera del cuarto.

## Desarrollo del personaje
Cuando Raymond Cruz no pudo continuar como Tuco Salamanca en la segunda temporada de Breaking Bad debido a su compromiso de aparecer en The Closer, los escritores de Breaking Bad sacaron a Tuco de la serie y crearon el personaje de Gus para que fuera su opuesto. Mientras que Tuco era un usuario de metanfetamina y "un lunático que gritaba", Gus sería "un poco como un hombre de negocios abotonado, de sangre fría y de voz suave". 
Inicialmente, a Giancarlo Esposito se le ofreció un personaje de carácter «muy admirable y educado», y él decidió jugar con la idea de que Gus tuviera «una especie de secreto». Esposito entendió que el personaje tenía mucho potencial por desarrollar y rechazó ofertas para hacer apariciones especiales, insistiendo en convertirse en un regular en la serie. Con el fin de lograr la personalidad característica de Gus, sereno, silencioso, apacible y con sentimientos contenidos, Esposito utilizó técnicas de yoga, lo que permitió redescubrir a su personaje como alguien que sabe escuchar. La humanidad de la personalidad de Gus jugó un papel integral en el desarrollo, en especial en la relación profunda con Max, su primer socio, relación que fue interpretada por algunos espectadores (e incluso por el propio Esposito) como posiblemente romántica. La pérdida de Max es principalmente lo que hizo que Gus se convirtiese en un villano despiadado, que está por encima de cualquier cosa cuando se trata de vengar la muerte de Max, incluyendo el asesinato en masa de Héctor Salamanca y toda su familia. Sin embargo, la pérdida de Max es también lo que cultiva el deseo de Gus para crear una nueva "familia" desarrollando tanto su imperio de metanfetamina como sus restaurante de manera solitaria. Gilligan declaró que no iba ni a afirmar ni a negar una relación de carácter sentimental entre Gus y Max, pero que no descartaba que posiblemente la hubieran tenido.
Respecto a los rasgos de su personalidad, momentos antes de morir Gus se las arregla para ajustarse la corbata con calma incluso teniendo destrozada la mitad de su cara. Esposito lo vio como un importante gesto de «cuando una persona va a lo que siempre ha hecho», a fin de «estar completo en su salida de este mundo». La escena de la muerte de Gus impactó a los fanáticos de la serie, quienes compararon el desfiguramiento de su rostro con el de Dos Caras, uno de los villanos de Batman en la película The Dark Knight. Su popularidad, así como su importancia para el desarrollo de la serie, dio cabida a posibles apariciones de tipo "flashback" en episodios futuros, pero la idea nunca llegó a buen término.
La popularidad de Gus, así como su importancia para el desarrollo de la serie, dio lugar a posibles apariciones tipo "flashback" en futuros episodios,pero esa idea no se concretó hasta 2017 cuando Gus regresó para la tercera temporada de Better Call Saul.Al concebir la historia de El Camino: una película de Breaking Bad, Gilligan consideró incluir a Gus en la historia, pero finalmente desistió de la idea debido a sus sentimientos de que la película debería centrarse solo en los personajes más importantes de la vida de  Jesse Pinkman, algo que Gus no era.

### Sexualidad
Gran parte de los motivos de Gus están impulsados por la venganza por la muerte de su socio Maximino "Max" Arciniega a manos del cártel mexicano. Durante mucho tiempo se dio a entender que la relación de Gus y Max era más que un negocio antes de que el showrunner Peter Gould los confirmara como amantes en 2022. En el episodio "Sabrosito" de Better Call Saul, Héctor sugiere que un mejor nombre para Los Pollos Hermanos podría ser "Los Culos Hermanos", insinuando que Gus y Max eran homosexuales. En "Magic Man", Lalo habla de Gus con Bolsa y se refiere a Max como el "noviecito" de Gus. Como se muestra en el episodio Better Call Saul "Dedicado a Max", después de llegar a Albuquerque, Gus adquirió una pequeña villa en el lado mexicano de la frontera entre México y Estados Unidos. La villa sirve como residencia para el Dr. Barry Goodman y contiene una fuente dedicada a Max. La homosexualidad de Gus se menciona en el episodio "Fun and Games", en el que se relaja después de haber eliminado a Lalo como una amenaza para sus planes visitando un bar de vinos y conversando con David, su sommelier favorito. Gus deja entrever su interés por David antes de decidirse para acortar la visita y partir.En 2020, Gilligan declaró que "Personalmente, creo que Max era más que un simple amigo de Gus. Creo que probablemente eran amantes". Gould luego confirmó que Gus y Max eran amantes al confirmar que eran novios en el podcast de Ringer The Watch. 

## Recepción
Por su interpretación de Gus, Esposito ganó el premio Critics' Choice Television al mejor actor de reparto en una serie dramática en la tercera edición de los Critics' Choice Television Awards y recibió tres nominaciones al premio Primetime Emmy al mejor actor de reparto en una serie dramática. Paste clasificó a Gus en el puesto número 3 en su lista de los 20 mejores personajes de 2011.  TV Guide lo nombró en el puesto número 3 en su lista de 2013 de Los 60 villanos más desagradables de todos los tiempos, y en 2016, Rolling Stone lo clasificó. No. 7 de sus "40 villanos de televisión más grandes de todos los tiempos". 
Aunque la interpretación del personaje de Gus Fring y Esposito ha sido elogiada por la crítica, algunos hispanohablantes han criticado el acento forzado y antinatural del actor cuando habla español. Un artículo de NPR de 2014 centrado en las representaciones del español y el spanglish en la televisión estadounidense destacó el personaje de Gus, y un fan dijo que era "muy doloroso escucharlo" y que los enojaba que "un personaje tan fundamental y fantástico hubiera tenido una falla gigante, notable, como un clavo en una pizarra".

## Los Pollos Hermanos Employee Training with Gus Fring
AMC lanzó una serie de diez videos cortos en YouTube y sus cuentas de redes sociales durante la tercera temporada de Better Call Saul como Capacitación para empleados de Los Pollos Hermanos con Gus Fring, combinando tomas de acción en vivo con Esposito como Gus junto con segmentos animados, presentados como videos de capacitación para empleados del restaurante Los Pollos Hermanos.  La serie ganó el premio Primetime Emmy a la mejor serie dramática o de comedia corta en 2017. 